# Datapoint 2200
Il Datapoint 2200 è un terminale sviluppato da Phil Ray e Gus Rocheda e prodotto da Computer Terminal Corporation (CTC). È stato presentato nel giugno del 1970 e messo in vendita nel 1971.
Il Datapoint 2200 era un versatile ed economico terminale che si poteva connettere ad una gran varietà di mainframe semplicemente caricando diversi emulatori di terminale da cassette a nastro invece di dover cablare un terminale differente per ogni sistema. Alcuni clienti che usavano il Datapoint 2200 si resero conto che questo cosiddetto "terminale programmabile" era stato progettato per compiere qualunque lavoro che poteva essere svolto da un semplice computer, e sfruttarono questo fatto utilizzando i loro 2200 come computer a sé stanti. Ugualmente significativo è il fatto che la CPU del terminale, realizzata utilizzando diversi chip TTL, sia stata l'embrione dell'architettura della famiglia di processori x86 che è stato il motore dell'originale PC IBM e di tutti i computer PC venuti dopo di esso, e che dal suo set di istruzioni sia derivato il set di istruzioni x86 usato poi nell'Intel 8008 ed in tutti i processori Intel a seguire.

## Descrizione tecnica
Il Datapoint 2200 integrava una tastiera, un monitor a fosfori verdi da 80 colonne per 12 righe e 2 lettori di cassette che potevano leggere nastri contenenti 130 KB l'uno. Le sue dimensioni (circa 60×60×30 cm) ed il suo aspetto (un involucro con una tastiera sporgente) ricordavano quelli della macchina da scrivere IBM Selectric.
Inizialmente furono disponibili per il Datapoint alcune periferiche, tra cui un disco rigido a cartuccia della Diablo Data Systems (una sussidiaria di Xerox) modello 2315 con capacità di 2,5 MB, alcuni modem, alcuni tipi di interfaccia seriale, una interfaccia parallela, delle stampanti ed un lettore di schede perforate. In seguito furono disponibili anche una unità floppy per i dischi da 8 pollici e dei dischi rigidi più capienti. Nel 1975 si rese disponibile anche un'unità a nastro magnetico compatibile con i nastri a 7/9 tracce. Alla fine del 1977 Datapoint presentò l'ARCnet, una rete locale per collegare fra loro i terminali.
Il primo modello del 2200, il Type 1, era venduto con 2 KB di memoria espandibile ad 8 KB. Il modello successivo, il Type 2, utilizzava dei chip di memoria più capienti e la memoria disponibile era di 4 KB, espandibile a 16. All'epoca la RAM era ancora diffusa pochissimo per cui al suo posto furono usati chip di memoria MOS. Il suo prezzo di vendita partiva da 5.000 dollari: una versione Type 2 con 16 KB arrivava a 14.000 dollari.
Il 2200 fu seguito dai modelli 5500, 1100, 6600, 3800, 8800, ecc.

## Il seme dell'architettura x86
Oltre che essere uno dei primi personal computer, il Datapoint 2200 riveste un altro importante ruolo della storia degli elaboratori: il progetto originale prevedeva un singolo chip ad 8 bit come CPU al posto della convenzionale unità centrale composta da moduli TTL. Fu per questo motivo che CTC contattò nel 1969 due differenti produttori di microprocessori, Intel e Texas Instruments, a cui chiese di realizzare la CPU, dando però un tempo massimo entro cui presentare le proprie offerte. Texas Instruments fallì nel compito mentre Intel era all'85% del progetto quando scaddero i termini della consegna. CTC ed Intel rinegoziarono l'accordo: la prima si tenne i propri soldi mentre la seconda ottenne la proprietà del progetto.
CTC terminò il Datapoint 2200 utilizzando circa 100 componenti TTL al posto di un microprocessore mentre Intel completò lo sviluppo del progetto di quella CPU su singolo chip che nell'aprile del 1972 fu commercializzato come Intel 8008. L'importanza dell'8008 risiede nel fatto che esso fu l'antenato di altri processori Intel ad 8 bit, seguiti da altre CPU a 16 bit compatibili con esse a livello di assembly: essi furono i primi membri della famiglia x86, che condividevano lo stesso insieme di istruzioni.

## Crediti
Il set di istruzioni originale fu sviluppato da Victor Poor e Harry Pyle. Il progetto dei moduli TTL che furono utilizzati fu compiuto da Gary Asbell. Il disegno industriale (l'aspetto estetico del contenitore nonché del marchio della società) fu fatto da Jack Frassanito.